# Crombec isabelle
Sylvietta isabellina
Espèce
Statut de conservation UICN

 LC  : Préoccupation mineure
Le Crombec isabelle (Sylvietta isabellina) est une espèce d'oiseaux de la famille des Macrosphenidae.

## Répartition
Cette espèce vit en Afrique de l'Est, principalement en Somalie, au Kenya et en Éthiopie.